# Type O Negative

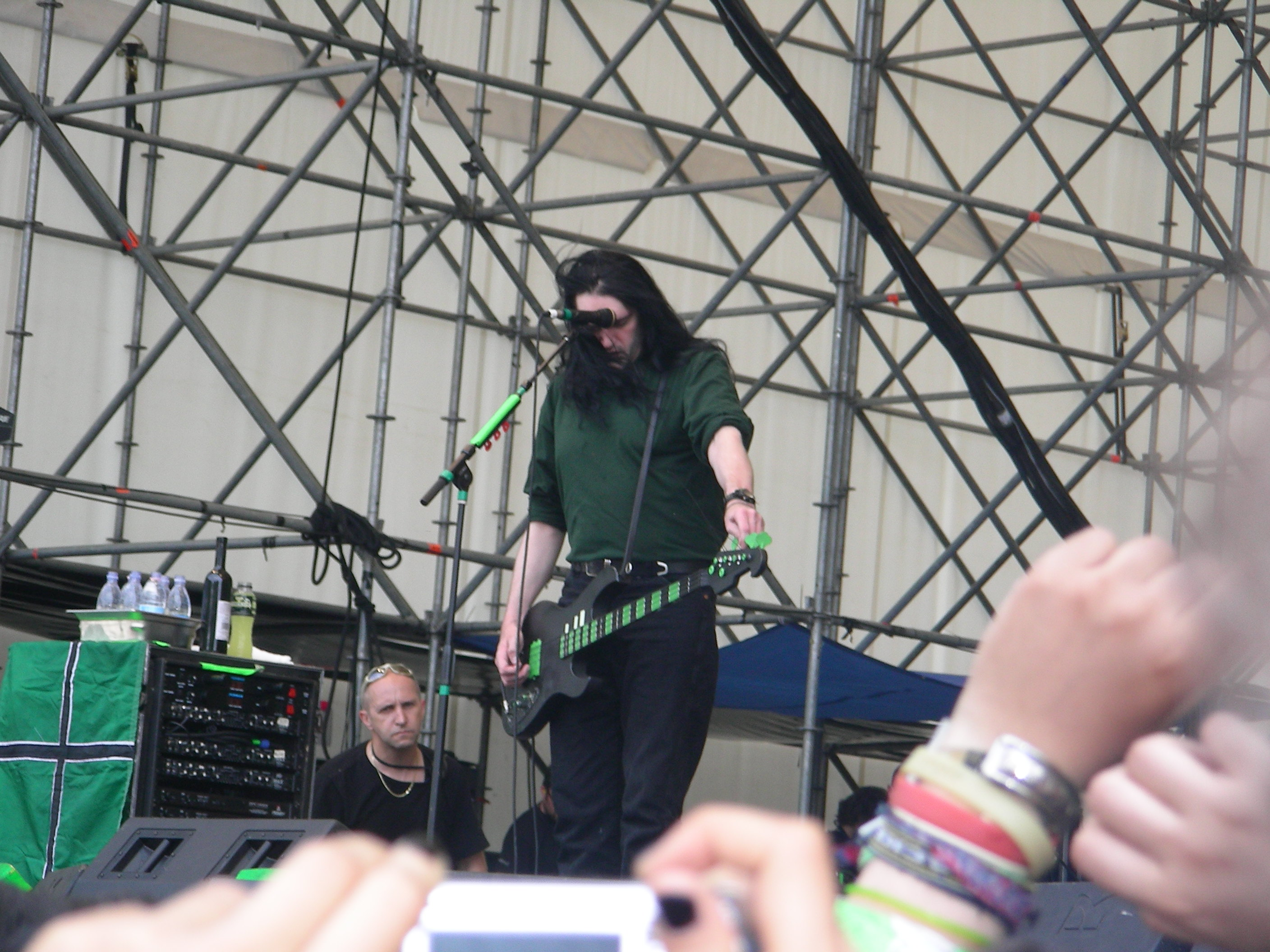
I Type O Negative nel 2007

I Type O Negative sono stati un gruppo musicale gothic metal statunitense originario di Brooklyn.
Comunemente assimilati al gothic metal per via della connotazione oscura e melanconica della loro stessa musica, con grande enfasi su tematiche quali romanticismo, morte e depressione – il tutto condito con una forte dose di humour nero – i Type O Negative hanno creato uno stile unico che unisce influenze di vario tipo che spaziano dal doom metal, al punk rock, al rock progressivo, all'hard rock e al beat, ma anche influenze di industrial, pop e psichedelia. Nello stile compositivo, la band si rifà soprattutto ad artisti come i Black Sabbath, specialmente per l'utilizzo di atmosfere decadenti e tempi lenti, anche se alcune influenze di chiara ispirazione Beatles, band del quale il frontman Peter Steele è sempre stato grande ammiratore, si possono facilmente riscontrare nella maggior parte dei loro lavori, soprattutto per la presenza di cori, ampie parti melodiche, e per aver adottato per la band il nome "The Drab Four" (come omaggio agli stessi "Fab Four").
Dopo la buona accoglienza del pubblico dei primi due album nel 1991 e nel 1992, la band ha riscosso un enorme successo nel 1993 con Bloody Kisses e nel 1996 con October Rust, entrambi positivamente accolti dalla critica musicale e rispettivamente premiati con un disco di platino e disco d'oro. Successivamente, negli anni a seguire, hanno guadagnato sempre maggiore attenzione da parte del pubblico, grazie ad altri tre album di inediti e le sue energiche esibizioni dal vivo.
Il chitarrista Kenny Hickey ha dichiarato in un'intervista lo scioglimento della band dopo la morte per aneurisma aortico del frontman Peter Steele, avvenuta il 14 aprile 2010, con queste parole: «I Type O Negative sono morti assieme a Steele, ed anche se in futuro avremo la possibilità di sostituirlo non proveremo».

## Storia

### Inizi (1985-1992)

Il logo del gruppo, scelto dal cantante Peter Steele

Prima di venire alla luce come gruppo a tutti gli effetti, Peter Steele - al secolo Peter T. Ratajczyk - verso gli inizi degli '80 aveva militato nei Fallout, band formata insieme ai suoi compagni di liceo poco più che adolescenti John Campos, Louie Beato e Josh Silver (quest'ultimo divenne poi il tastierista dei Type O Negative). Steele diede vita, verso la metà degli anni '80, ai Carnivore, che ebbero negli anni a venire un'attività piuttosto discontinua a causa degli impegni presi dallo stesso. Infatti, poco dopo l'uscita di Retaliation, egli lascio la band e i Carnivore interruppero la loro attività musicale.
Successivamente, Steele contattò un suo vecchio amico, Sal Abruscato, che divenne il primo batterista della band. Convinse Josh Silver e ad un suo amico di infanzia, Kenny Hickey, a prendere parte a questo suo progetto, e formò così i Type O Negative. Inizialmente la band si chiamò "Repulsion", e cambiò il proprio nome in "Sub-Zero", ma a causa della presenza di altrettante band dagli stessi nomi, la band scelse "Type O Negative" come nome definitivo, come gioco di parole riferito al gruppo sanguigno tipo 0 "negativo".
Verso gli inizi degli anni '90, la pubblicazione di un demo, attualmente fuori stampa, catturò l'attenzione dell'allora nativa Roadrunner Records, la quale propose loro un contratto che gli permise di pubblicare nel 1991 il loro album di debutto Slow, Deep and Hard. Quest'album è caratterizzato da una connotazione gotica, con atmosfere sinistre e decadenti, che da qui in avanti avrebbe caratterizzato tutti i lavori a venire. I pezzi presentano parti ritmiche lente di impronta doom metal alternate a parti più veloci, quasi vicine al thrash metal. Slow, Deep and Hard è uno dei lavori più controversi del gruppo, a causa dello humour nero presente in esso, ma allo stesso tempo più apprezzati della band. È una sorta di concept album sulla perversione umana e la nevrosi metropolitana, carico di odio e violenza. Il critico musicale Piero Scaruffi è arrivato ad eleggerlo come miglior disco heavy metal di tutti i tempi. Un anno dopo venne pubblicato l'album The Origin of the Feces, che venne registrato come se fosse un live, e che, oltre ad alcuni brani del precedente album, contiene una cover di Hey Joe di Billy Roberts (resa popolare da Jimi Hendrix e qui rinominata Hey Pete) e una di Paranoid dei Black Sabbath.

### Bloody Kissese la strada verso il successo (1993-2001)
Il terzo album Bloody Kisses divenne uno degli album di maggior successo, a tal punto da vincere il disco di Platino nel 1993. Prosegue il discorso musicale iniziato con l'album d'esordio, ma con minore pessimismo lirico, e una maggiore sperimentazione sonora: le tracce diventano più lunghe (a tal punto che nelle hit Christian Woman e Black No. 1 (Little Miss Scare-All) entrambe dalla durata vicina ai dieci minuti, ampi spezzoni vennero rimossi per garantire agli ascoltatori in radio un maggiore accessibilità), traspaiono sempre di più le melodie, la presenza di organi e intramezzi acustici. Dopo l'uscita dell'album, i TON intrapresero un tour mondiale. Nel 1994, Sal Abruscato lasciò la band e si unì ai Life of Agony, e venne così sostituito da Johnny Kelly. Nel 1995, "Bloody Kisses" venne ristampato in versione digipack, contenente la traccia inedita Suspended in Dusk.
Nel 1996 uscì October Rust, che venne accolto positivamente dalla critica musicale e che vinse nello stesso anno la nomination di disco d'oro. Rispetto ai lavori precedenti, anche in questo disco si pone una maggiore enfasi sulle melodie, pur mantenendo quel timbro oscuro tipico della band. Nel disco sono presenti tematiche a sfondo passionale e sensuale, come in Red Water, My Girlfriend's Girlfriend e Love You To Death.
Nel 1997 la band fece qualche concerto e nell'anno successivo ritornò al lavoro su World Coming Down. L'album uscì nel 1999 e segna un profondo cambiamento dal precedente October Rust, poiché sono presenti di nuovo le sonorità dei primi lavori. In questo disco le tematiche più importanti sono: droga, sessualità, psicologia, depressione, fobie e suicidio, viste ancora una volta in un'ottica umoristica.
Nel 2000 esce un album ironicamente intitolato The Least Worst of Type O Negative (trad. Il Meno Peggio dei Type O Negative), che raccoglie la maggior parte dei vecchi successi e le tracce mai pubblicate della band.

### Life is Killing MeeDead Again(2002-2007)
Nel 2003 esce Life Is Killing Me, che si presenta subito come uno dei lavori più distanti dalle sonorità decadenti ed oppressive dei precedenti. La band accelera i propri ritmi, aumenta l'impiego di melodie e diminuisce la durata delle tracce. Traspare un maggiore "ottimismo" ed una scherzosità nei testi delle canzoni stesse. Poco dopo l'uscita dell'album, Peter Steele venne ricoverato in clinica di disintossicazione per dipendenza da stupefacenti.
La Roadrunner Records pubblicò nel 2006 un'antologia "Best Of..." del gruppo senza alcun avvertimento. Per via di questo controverso - seppur insignificante - episodio, i Type O Negative lasciarono la suddetta casa discografica per unirsi alla SPV, dove pubblicarono nel marzo del 2007 il loro settimo (e ultimo) album Dead Again. Dal disco vennero estratti due singoli, "The Profit of Doom" e "September Sun", a quali furono allegati due videoclip in rotazione su MTV Headbangers Ball. Con tale album, la band scavalcò le classifiche arrivando al ventisettesimo posto tra i dischi più venduti dell'anno. Da agosto del 2007 fino agli inizi del 2008, il gruppo continuò la propria attività live, esibendosi anche al Rock am Ring Show, che si tiene ogni anno a Nürburgring, in Germania.

### Morte di Peter Steele e scioglimento (2010)
Il 14 aprile 2010 il frontman Peter Steele morì per aneurisma aortico. Tuttavia, molti conoscenti sostengono ancora attualmente che Steele sia, invece, morto suicida, in quanto nei primi anni novanta la forte depressione di cui soffriva lo aveva portato svariate volte a tentare di togliersi la vita; i restanti membri del complesso, comunque, avevano già appreso i pensieri suicidi di Steele leggendo i testi di alcuni brani dell'album Slow, Deep and Hard. A causa della perdita del front-man, gli altri membri decisero di sciogliere definitivamente i Type O Negative.

## Formazione
Ultima
- Peter Steele – voce, basso (1989-2010)
- Josh Silver – tastiera, sintetizzatore (1989-2010)
- Kenny Hickey – chitarra, cori (1989-2010)
- Johnny Kelly – batteria, percussioni (1994-2010)

Ex componenti
- Sal Abruscato – batteria (1989-1994)

Ex turnisti
- Scott Warren – tastiera (2009)

## Discografia

### Album in studio
- 1991 – Slow, Deep and Hard
- 1992 – The Origin of the Feces
- 1993 – Bloody Kisses
- 1996 – October Rust
- 1999 – World Coming Down
- 2003 – Life Is Killing Me
- 2007 – Dead Again

### Raccolte
- 2000 – The Least Worst Of
- 2006 – The Best of Type O Negative
- 2011 – None More Negative
- 2013 – The Complete Roadrunner Collection 1991-2003

### Singoli
- 1991 – Unsuccessfully Coping with the Natural Beauty of Infidelity
- 1993 – Black No.1 (Little Miss Scare-All)
- 1993 – Christian Woman
- 1995 – Summer Breeze
- 1996 – In Praise of Bacchus
- 1996 – Love You to Death
- 1996 – My Girlfriend's Girlfriend
- 1997 – Cinnamon Girl (cover di Neil Young)
- 1999 – Creepy Green Light
- 1999 – Everything Dies
- 2000 – Everyone I Love Is Dead
- 2003 – I Don't Wanna Be Me
- 2006 – Santana Medley
- 2007 – Profits of Doom
- 2008 – September Sun
- 2013 – Highway Star (split con i Deep Purple)
- 2018 – I Don't Wanna Be Me (split con i Trivium)

## Videografia

### Album video
- 1994 – For When it Rains
- 1998 – After Dark
- 2006 – Symphony for the Devil (The World of Type O Negative)